# Korydallós (ort)
Korydallós är en ort i Grekland.   Den ligger i prefekturen Trikala och regionen Thessalien, i den centrala delen av landet, 290 km nordväst om huvudstaden Aten. Korydallós ligger 673 meter över havet och antalet invånare är 197.
Terrängen runt Korydallós är huvudsakligen lite bergig. Korydallós ligger nere i en dal. Runt Korydallós är det mycket glesbefolkat, med 6 invånare per kvadratkilometer. Närmaste större samhälle är Metsovo, 14,3 km väster om Korydallós. I omgivningarna runt Korydallós växer i huvudsak blandskog.